# Messier 37
Messier 37 (také M37 nebo NGC 2099) je otevřená hvězdokupa v souhvězdí Vozky s magnitudou 5,6.. Objevil ji Giovanni Batista Hodierna v roce 1654. Od Země je vzdálena přibližně 4 500 světelných let.

## Pozorování

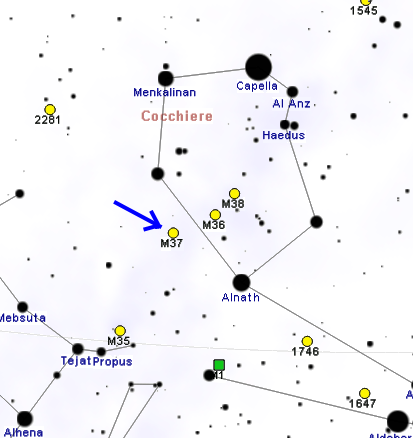
Poloha M 37 v souhvězdí Vozky.

M37 je nejrozsáhlejší otevřenou hvězdokupou v souhvězdí Vozky. Lze ji snadno najít 5° jiho-jihozápadně od hvězdy Theta Aurigae s magnitudou 2,6. Nachází se v oblasti oddělené od bohatých hvězdných polí, které jsou vidět uprostřed souhvězdí, vzdálená pouze několik stupňů od galaktického anticentra.
Je možné ji pozorovat z obydlených oblastí obou zemských polokoulí, ale výhodnějším místem k jejímu pozorování je severní polokoule. Na Skandinávském poloostrově je cirkumpolární, zatímco na Antarktidě není vůbec viditelná.
Hvězdokupa má zdánlivou magnitudu 5,6 a za výjimečně dobrých pozorovacích podmínek je tedy viditelná pouhým okem.Triedr ji ukáže jako mlhovinu zdánlivě bez hvězd neurčitě zrnitého vzhledu. Naopak dalekohled o průměru 114 mm umožní odhalit značný počet hvězd, což ji objektivně řadí mezi nejkrásnější otevřené hvězdokupy této části oblohy: kromě hojného množství hvězd, které ještě naroste s použitím dalekohledu o průměru přinejmenším 150 mm, je možné pozorovat výrazné rozdíly v zabarvení jejích hvězd od modré po červenou barvu. Ještě větší dalekohledy umožní studovat tmavší části hvězdokupy, které jsou v protikladu s různými skupinkami jasných hvězd.
Blízko M37 se nachází další jasné hvězdokupy, například 4° severozápadně leží Messier 36, 6° severozápadně Messier 38 a 9° jihovýchodně Messier 35.

## Historie pozorování
Hvězdokupu objevil Giovanni Batista Hodierna v roce 1654. Guillaume Le Gentil ji kupodivu nezaznamenal, přestože nezávisle spoluobjevil sousední hvězdokupy M36 a M38. Její podrobnější popis zanechal až Charles Messier, který ji popsal jako kupu slabých hvězd, slabších než u sousedních hvězdokup, s mlhovinou uvnitř.
Camille Flammarion, podobně jako další astronomové jeho doby, poukázali na její krásu, zatímco William Parsons ji popsal více technicky, totiž že její hvězdy tvoří dlouhé zakřivené řetězce.

## Vlastnosti
M37 je nejjasnější hvězdokupou ve Vozkovi a na otevřenou hvězdokupu je zvláště bohatá. Obsahuje přinejmenším 170 hvězd do 13. magnitudy a do 15. magnitudy více než 500. Ústřední hvězdou je hvězda červené barvy s magnitudou 9,2. Vzdálenost hvězdokupy se odhaduje na 4 500 světelných let, takže patří do ramena Persea, což je spirální rameno Galaxie sousedící s ramenem Oriona směrem ke středu Galaxie. Stáří hvězdokupy se odhaduje na 350 milionů let, takže jde o hvězdokupu velmi pokročilého stáří, která obsahuje tucet hvězd v pozdním stupni vývoje a její nejžhavější hvězda hlavní posloupnosti je spektrální třídy B9V.
Zdánlivý průměr hvězdokupy je 24', takže v závislosti na její odhadované vzdálenosti má skutečný průměr 20 až 25 světelných let. V některých oblastech uprostřed hvězdokupy se její hustota odhaduje až na 43,6 hvězd na krychlový parsec a její střední hustota je přibližně 0,74 hvězd na krychlový parsec. Jde tak o jednu z nejhustějších známých otevřených hvězdokup.
Hvězdokupu zdánlivě rozděluje na dvě části tlustý tmavý pás; západní část obsahuje geometrický střed hvězdokupy a je bohatší, zatímco východní část je méně bohatá a je řidší.